# Engersgouw
De Engersgouw was een Middeleeuwse Frankisch gouwgraafschap aan de Middelrijn. 
Het graafschap werd op 24 juni 773 voor het eerst genoemd in de codex van Lorsch
De Engersgouw grensde in het noorden aan de Ripuarische landschappen Ahrgouw en Auelgouw aan de Sieg. Vanaf het huidige Kasbach-Ohlenberg (zuidelijk van de deelstaatgrens tussen Noordrijn-Westfalen en Rijnland-Palts) uit volgde de grens de waterscheiding tussen de Sieg en de Wied tot aan de bronnen van de Wied, sprong naar de bronnen van de Gelbach over en volgde deze beek tot aan de monding in de Lahn bij Langenau. De Lahn en de Rijn omsloten de gouw naar het zuiden en westen.
De voormalige stad Engers, sinds 1970 een stadsdeel van Neuwied, ontleent zijn naam aan de Engersgouw.

## Voetnoten
1. ↑  (de)  Übersetzung des Lorscher Codex[dode link]